# Simon Jimenez
Simon Emmanuel Jimenez (ur. w 1989) – filipińsko-amerykański autor fantastyki, autor powieści Ptaki, które zniknęły oraz Włócznia rozcina wodę. Jego dzieła spotkały się z uznaniem krytyków, a jego debiut w 2021 zdobył nominację do Nagrody Locusa oraz nagrody Arthura C. Clarker'a. W tym samym roku Jimenez był nominowany do Astounding Award w kategorii najlepszy nowy pisarz.

## Życie prywatne
Dorastał w Kanadzie i na Filipinach. Uczęszczał do Emerson College, gdzie uzyskał tytuł magistra w dziedzinie kreatywnego pisania. Jest gejem i w połowie Filipińczykiem. Aktualnie mieszka w USA.

## Odbiór
W 2022 Kirkus Reviews napisał, że Włócznia tnie wodę to jedna z najlepszych powieści fantastyczno-naukowych i fantasy roku.

## Twórczość
- Ptaki, które zniknęły (ang. The Vanished Birds, 2020, Del Rey, ISBN 978-0-593-12898-5, wyd. polskie Mag, 2022, ISBN 978-83-67023-16-0)
- Włócznia rozcina wodę (ang. The Spear Cuts Through Water, 2022, Del Rey, ISBN 978-0-593-15659-9, wyd. polskie Mag, 2024, ISBN 978-83-68240-19-1)